# Habitatge 1 al carrer Únic del Pont d'Orrit
L'Habitatge 1 al carrer Únic del Pont d'Orrit és un edifici de Tremp (Pallars Jussà) protegit com a Bé Cultural d'Interès Local.

## Descripció
Es tracta d'un edifici construït a quatre vents que consta de planta baixa, pis i golfes, amb coberta a quatre vessants. Els paraments exteriors són de pedra vista, probablement per eliminació de l'arrebossat original. El frontis principal consta de tres eixos verticals d'obertures, totes elles amb llindes conformades per arcs rebaixats de maó. Aquest esquema es repeteix en les altres façanes, en la posterior s'ha afegit un cos que desenvolupa una terrassa a l'altura del primer pis.